# Fulton Creek
Fulton Creek är ett vattendrag i Kanada.   Det ligger i provinsen Alberta, i den centrala delen av landet, 2 800 km väster om huvudstaden Ottawa.
Runt Fulton Creek är det i huvudsak tätbebyggt. Runt Fulton Creek är det tätbefolkat, med 383 invånare per kvadratkilometer.